# قسم هستيجان الريفي (مقاطعة دليجان)
قسم هستيجان الريفي (بالفارسية: دهستان هستیجان) هي منطقة ريفية تقع في قسم في إيران. يقدر عدد سكانها بـ 2,518 نسمة .